# Jeongja (métro de Séoul)
Jeongja (hangeul : 정자 ; hanja : 亭子驛) est une station de correspondance entre la ligne Suin–Bundang et la ligne Sin Bundang du métro de Séoul. Elle est située au 333 Seongnam-daero, quartier Jeongja 1-dong dans l'arrondissement Bundang-gu de la ville Seongnam-si, sur le territoire de la province Gyeonggi-do, au sud-est de Séoul, en Corée du Sud.
Ouverte en 1994, elle devient une station de correspondance en 2011. Elle est desservie, par les rames omnibus de la ligneSuin-Bundang et par les rames automatiques et omnibus de la ligne Sin Bundang.

## Situation sur le réseau

Plan du réseau (2023).

La station Jeongja est une station de correspondance entre la ligne Suin–Bundang et la ligne Sin Bundang du métro de Séoul :
sur la ligne Suin–Bundang, c'est une station souterraine située entre la station Sunae, en direction du terminus est Wangsimni, et la station Migeum, en direction du terminus ouest  Incheon ;
sur la ligne Sin Bundang, c'est une station souterraine située entre la station Pangyo, en direction du terminus nord Sinsa, et la station Migeum en direction du terminus sud Gwanggyo.

## Histoire
La station, alors dénommée Baekgung, est mise en service le 1er septembre 1994,, lors de l'ouverture à l'exploitation de la section, 18,5 km, de Suseo à Ori, de la ligne Bundang. Elle est renommée Jeongia le 25 septembre 2002,.
Elle devient une station de correspondance lors de l'ouverture de la première section de la ligne Sin Bundang le 28 octobre 2011, longue de 17,3 km, de la station Gangnam à Jeongja, station terminus provisoire de la ligne,. Le 30 janvier 2016, Jeongja devient une station de passage, lors du prolongement de la ligne jusqu'au nouveau terminus Gwanggyo.
Elle intègre la nouvelle ligne Suin–Bundang, le 12 septembre 2020, lors de sa création par la fusion de la ligne Bundang et de la ligne Suin, reliées par un nouveau tronçon complété par l'utilisation en commun d'un tronçon de la ligne 4 du métro de Séoul.

## Services aux voyageurs

### Accès et accueil
La station souterraine est située au 333 Seongnam-daero, quartier Jeongja 1-dong. Elle dispose de six bouches, numérotées de 1 à 4, situées de part et d'autre de la Seongnam-daero située au-dessus des deux stations établies en sous-sol et en parallèle. Un court passage piétonnier souterrain permet les correspondances entre les deux lignes. Elle dispose de  billetteries avec des automates pour les titres de transports et de divers autres commodités comme des toilettes. Des escaliers, escaliers mécaniques et ascenseurs permettent les circulations piétonnes entre la surface et les différents niveaux souterrains.

### Desserte

#### Station ligne Suin–Bundang
Jeongja est desservie par les rames omnibus qui circulent sur la ligne Suin–Bundang. Elle dispose de deux quais latéraux équipés de portes palières.

Installations
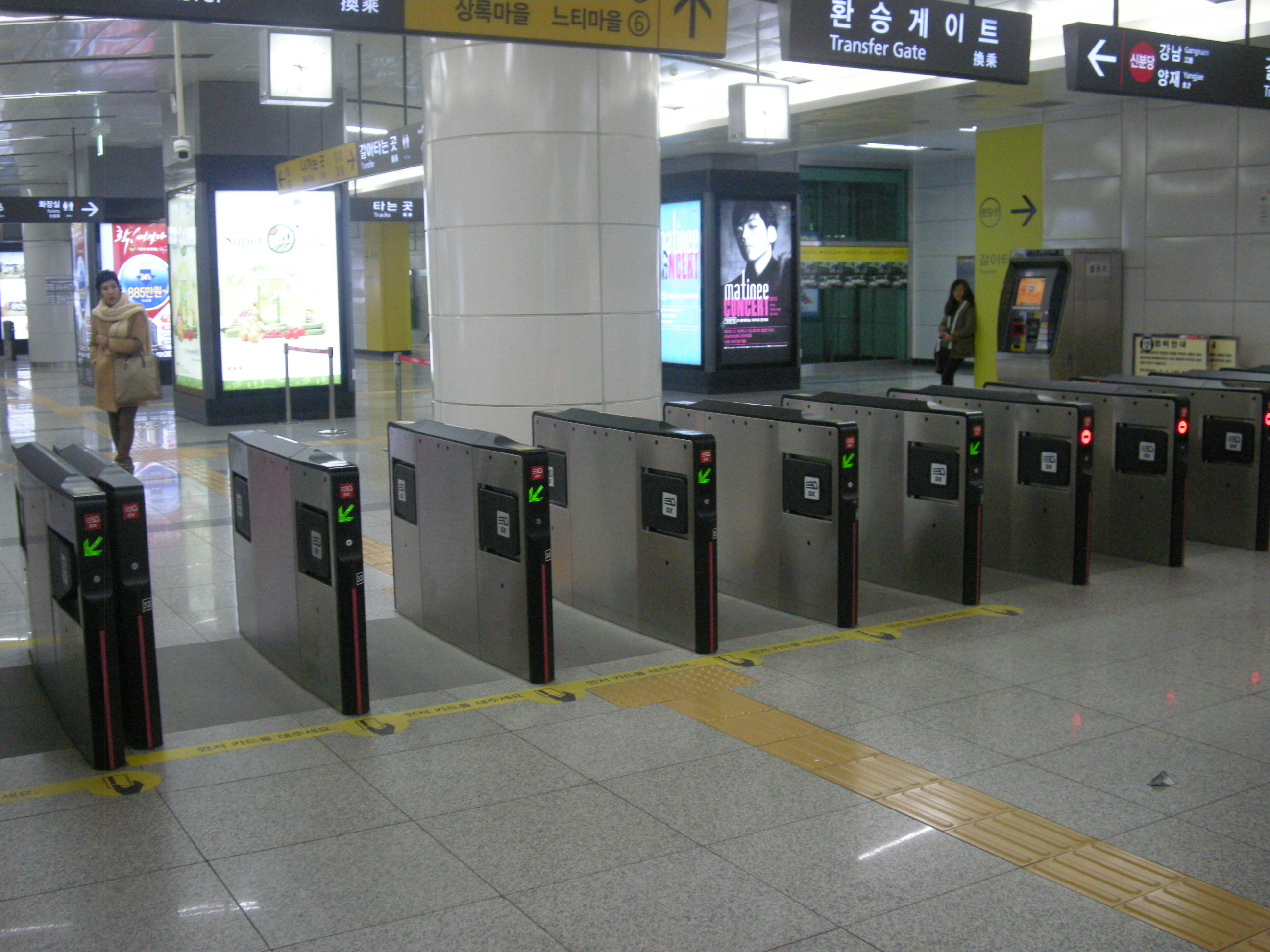
En 2012.
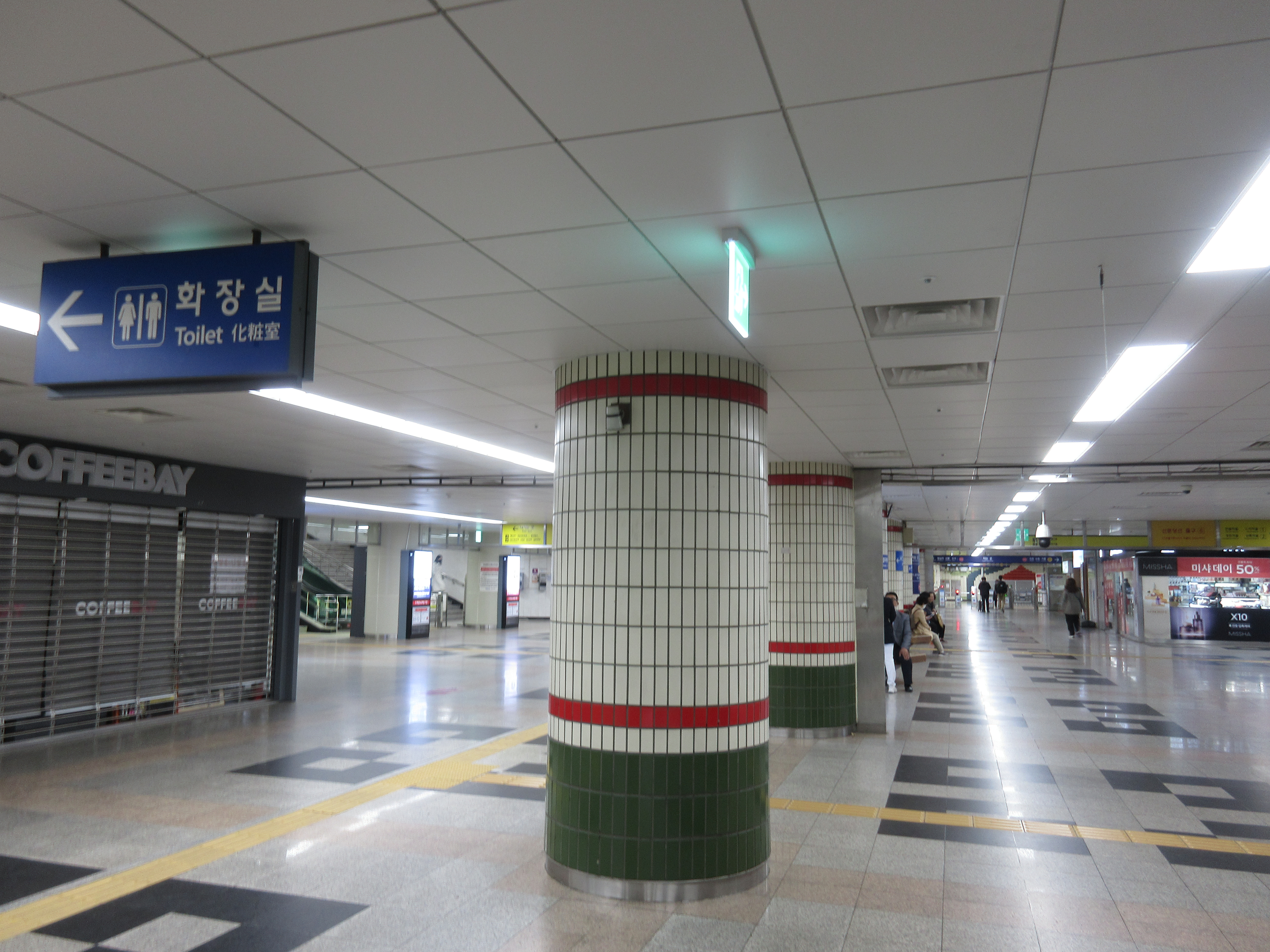
En 2022.
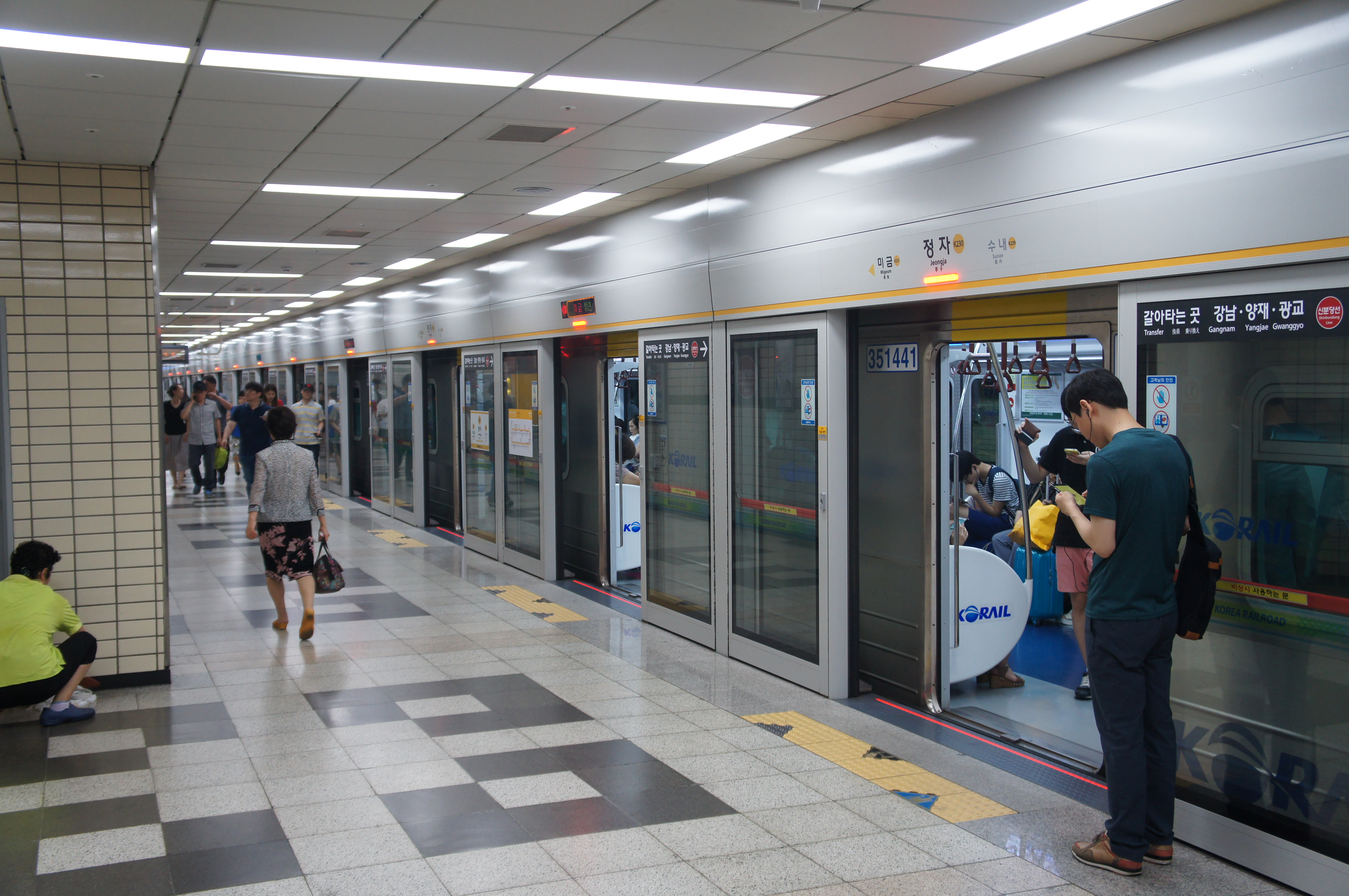
En 2016.

#### Station ligne Sin Bundang
Jeongja est desservie par les rames automatiques omnibus qui circulent sur la ligne Sin Bundang. Elle dispose de deux quais latéraux équipés de portes palières.

Installations
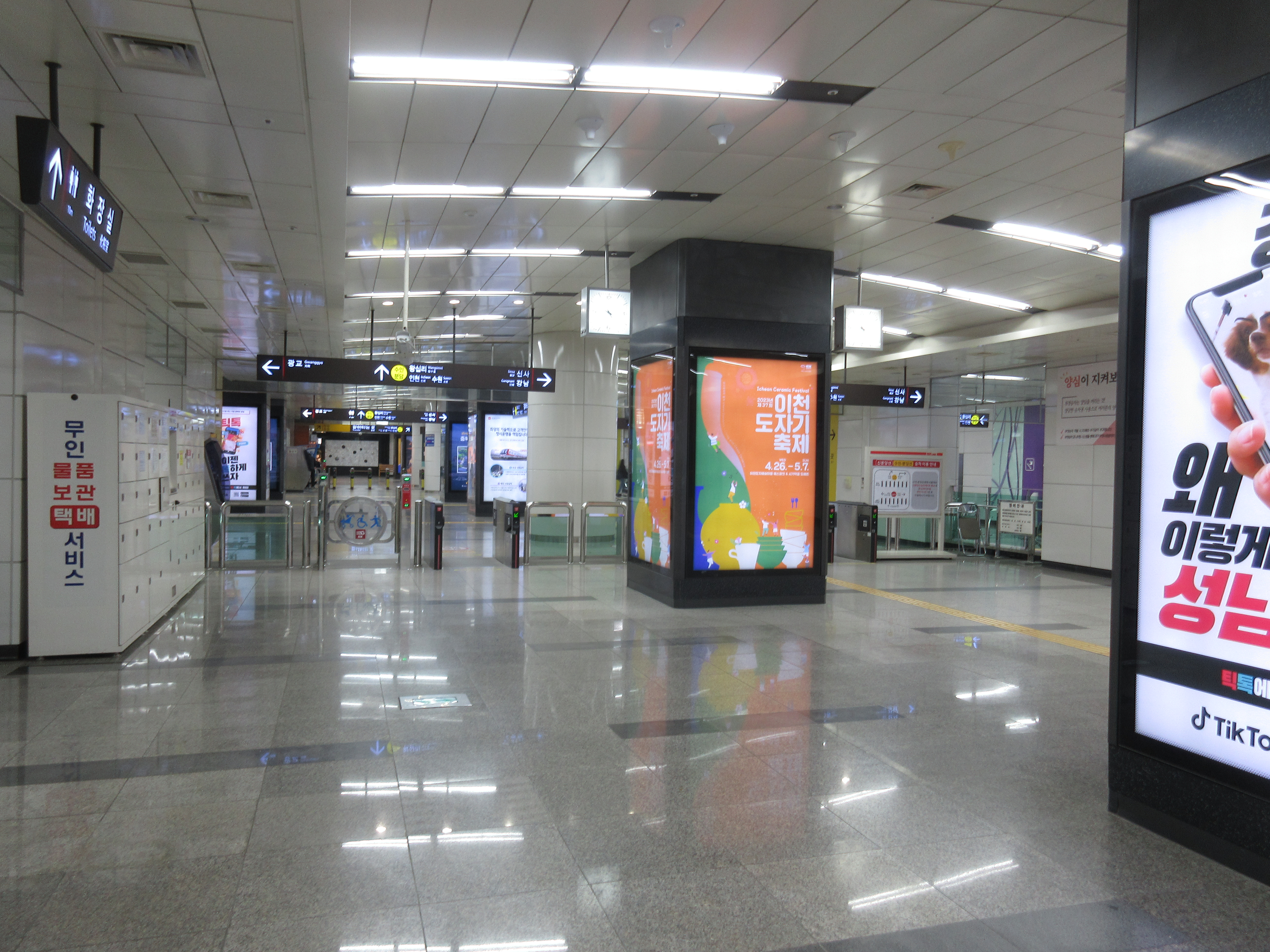
En 2022.
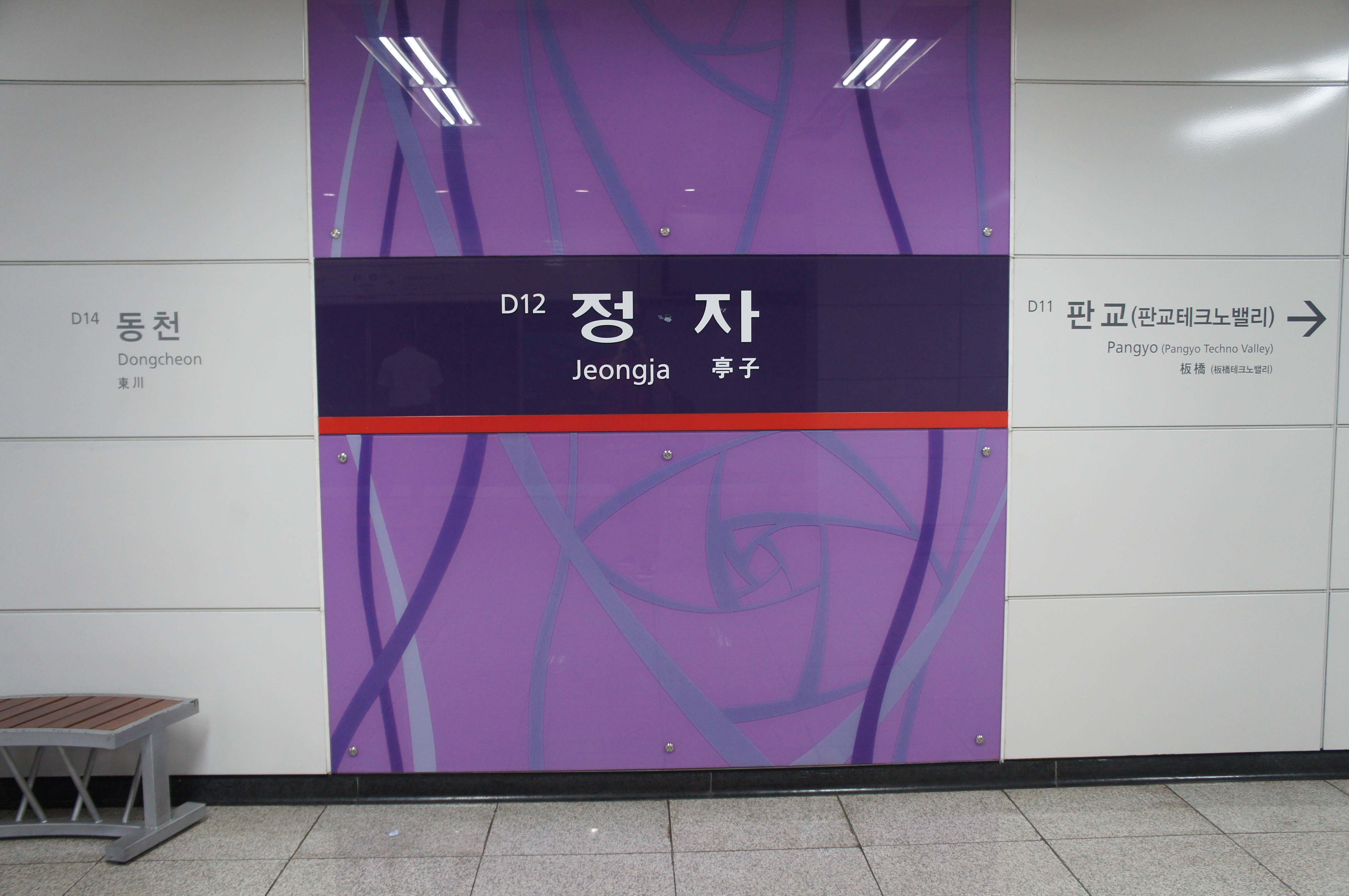
En 2016.
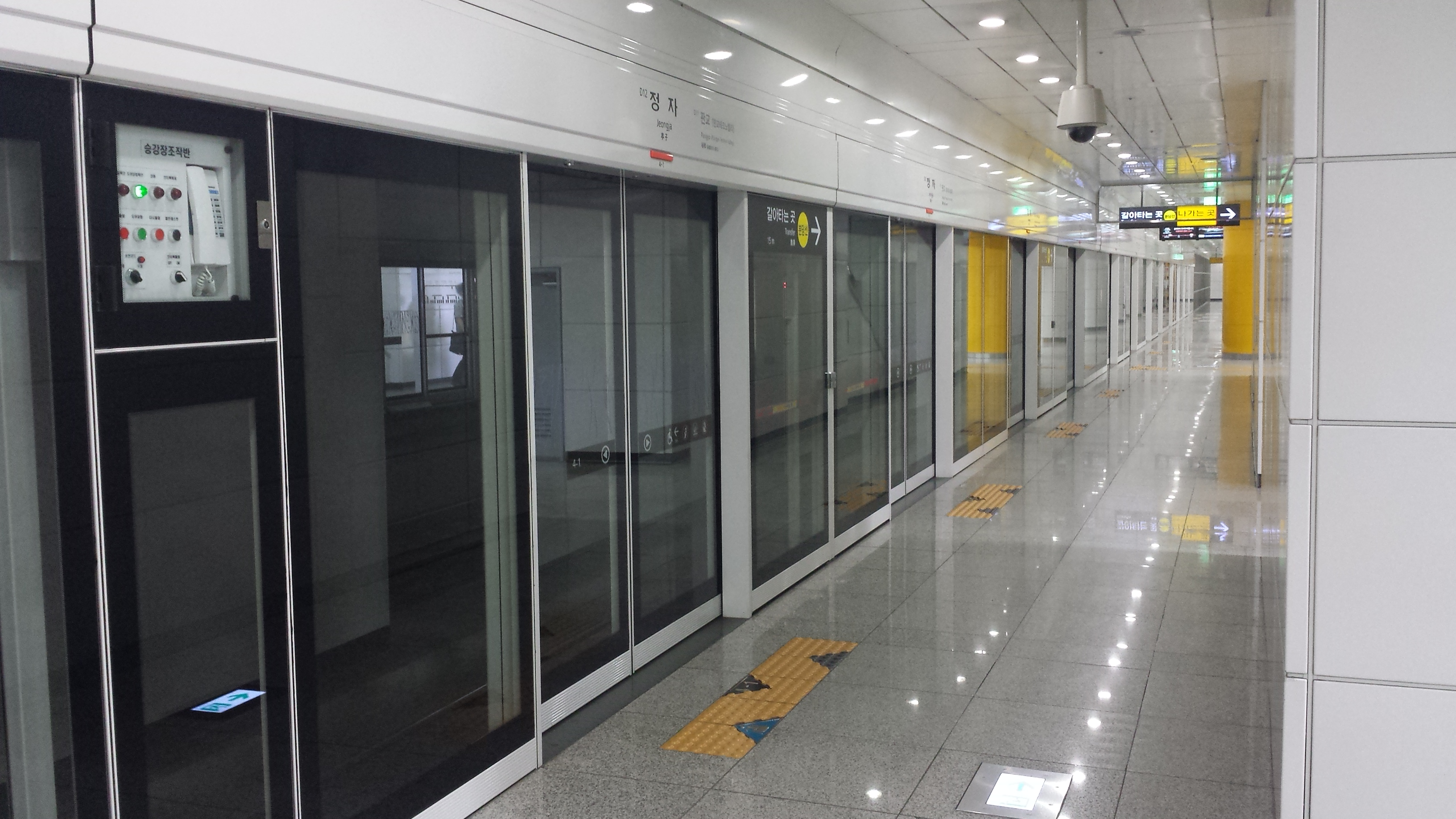
En 2014.

### Intermodalité
Des arrêts de bus sont situés à proximité.